# 檜枝岐村
檜枝岐村（ひのえまたむら）は、福島県会津地方南西部に位置し、南会津郡に属する村。
日本有数の豪雪地帯で、特別豪雪地帯に指定されている。平家の落人伝説が残る。

## 概要
高度経済成長期を迎えるまでは焼畑が夏の風物詩であり、山菜採りを主要な収入源とした他、木地加工や狩猟も行われてきた。「星」姓は、平安遷都に伴う権力闘争に敗れてこの地に隠れ住んだ藤原氏の落人の系譜につながるとされ、「平野」姓は源平合戦に敗れた平家の落人の系譜につながるとされ、「橘」姓は織田信長に追われた伊勢治田城主・楠木正具(七郎左衛門)の一統に由来するとされている。
後述の通り、標高の高い山々に四方を囲まれた地域であるが、1960年代のダム開発と1970年代の尾瀬の観光地化によって、1980年代より農家の民宿業への転身が進んだ。1986年（昭和61年）の野岩線の東京・浅草直結に伴う振興計画により、観光地にもなっている。1979年（昭和54年）には景観保全のため、家々の屋根を赤錆色に統一。山人（やもーど）料理や年3回開催される檜枝岐歌舞伎、スキー場も観光客を集めている。山人料理は山村ならではの食材を鍋料理などに仕立てることで知られ、山菜やキノコ、イワナなどの川魚、熊やウサギ、カモなどの肉、豆腐、裁ち蕎麦などを使う。珍しい料理としては、ハコネサンショウウオの唐揚げや、トウガラシを塩漬けした「山人漬」がある。

## 地理
檜枝岐村は、会津駒ケ岳と、燧ケ岳、帝釈山に囲まれ、それらの間を通る檜枝岐川（伊南川上流部の名称）と沿線の国道352号沿いに位置する標高920 - 1000 m（メートル）の地帯。特に燧ケ岳 (2,356 m) は、東北地方で最も標高が高い山である。村役場に隣接した集落の他は、村の面積のうち約98 %を林野が占めている。福島県内で人口が最も少ない市町村であり、日本一人口密度の低い市町村となっている。
面積の390.46 km2（平方キロメートル）の内、可住地面積は82.72 km2である。
- 山：会津駒ヶ岳（2,133 m）、燧ヶ岳（2,356 m）、帝釈山（2,060 m）
- 河川：檜枝岐川（伊南川上流部の名称）、只見川
- 湖沼：尾瀬沼

### 隣接している自治体
- 福島県
  - 南会津郡：只見町、南会津町
    - 只見町とは地続きでありながら只見川沿いの（町中心部へ続く）直結路がなく、南会津町（国道352号・国道401号・国道289号）経由で大きく迂回する必要がある。
- 群馬県
  - 利根郡：片品村
    - 片品村との境は尾瀬国立公園に指定されており、自然保護の観点から歩行者のみ通行可（福島・群馬両県境は陸続きの県境で唯一車両通行不可）。片品村まで車両で移動する場合は南会津町や栃木県日光市（国道352号、飯豊檜枝岐大規模林道、国道121号、国道119号、国道120号、栃木県道・福島県道350号栗山舘岩線、栃木県道249号黒部西川線、栃木県道23号川俣温泉川治線、栃木県道169号栗山日光線、栃木県道245号栗山今市線、栃木県道247号日光今市線など）を経由し、最も近い金精峠まででも125 kmを要する（金精峠区間は冬期閉鎖）。
- 新潟県
  - 魚沼市
    - 唯一の一般通行可能な連絡路である国道352号は（七入駐車場以西が）11月 - 翌年6月まで冬期閉鎖される。
- 栃木県
  - 日光市
    - 「川俣檜枝岐林道」により旧栗山村域と直結されているが、未舗装の悪路となっており、冬期は閉鎖。大型車は国道352号または国道121号経由で大きく迂回する必要がある。

## 気候
ケッペンの気候区分によると、檜枝岐村は湿潤大陸性気候・亜寒帯湿潤気候（Dfb）に属する。12月から3月にかけて日平均気温が氷点下となり、寒さが厳しい。降雪量が多く、周辺の自治体と同様に特別豪雪地帯に指定されている。冬季は-15℃を下回る気温が観測されることが珍しくない。
| 桧枝岐（1991年 - 2020年）の気候    | 桧枝岐（1991年 - 2020年）の気候 | 桧枝岐（1991年 - 2020年）の気候 | 桧枝岐（1991年 - 2020年）の気候 | 桧枝岐（1991年 - 2020年）の気候 | 桧枝岐（1991年 - 2020年）の気候 | 桧枝岐（1991年 - 2020年）の気候 | 桧枝岐（1991年 - 2020年）の気候 | 桧枝岐（1991年 - 2020年）の気候 | 桧枝岐（1991年 - 2020年）の気候 | 桧枝岐（1991年 - 2020年）の気候 | 桧枝岐（1991年 - 2020年）の気候 | 桧枝岐（1991年 - 2020年）の気候 | 桧枝岐（1991年 - 2020年）の気候 |
| 月                                 | 1月                             | 2月                             | 3月                             | 4月                             | 5月                             | 6月                             | 7月                             | 8月                             | 9月                             | 10月                            | 11月                            | 12月                            | 年                              |
| ---------------------------------- | ------------------------------- | ------------------------------- | ------------------------------- | ------------------------------- | ------------------------------- | ------------------------------- | ------------------------------- | ------------------------------- | ------------------------------- | ------------------------------- | ------------------------------- | ------------------------------- | ------------------------------- |
| 最高気温記録 °C （°F）             | 10.3 (50.5)                     | 14.0 (57.2)                     | 17.5 (63.5)                     | 25.6 (78.1)                     | 29.6 (85.3)                     | 31.2 (88.2)                     | 32.5 (90.5)                     | 32.5 (90.5)                     | 31.1 (88)                       | 26.9 (80.4)                     | 22.1 (71.8)                     | 19.7 (67.5)                     | 32.5 (90.5)                     |
| 平均最高気温 °C （°F）             | −0.1 (31.8)                     | 0.9 (33.6)                      | 4.8 (40.6)                      | 11.5 (52.7)                     | 18.5 (65.3)                     | 21.8 (71.2)                     | 25.2 (77.4)                     | 26.3 (79.3)                     | 21.8 (71.2)                     | 15.8 (60.4)                     | 9.7 (49.5)                      | 3.2 (37.8)                      | 13.3 (55.9)                     |
| 日平均気温 °C （°F）               | −3.8 (25.2)                     | −3.5 (25.7)                     | −0.2 (31.6)                     | 5.3 (41.5)                      | 11.7 (53.1)                     | 15.8 (60.4)                     | 19.6 (67.3)                     | 20.3 (68.5)                     | 16.2 (61.2)                     | 10.1 (50.2)                     | 4.2 (39.6)                      | −1.0 (30.2)                     | 7.9 (46.2)                      |
| 平均最低気温 °C （°F）             | −7.6 (18.3)                     | −7.9 (17.8)                     | −4.7 (23.5)                     | 0.5 (32.9)                      | 5.6 (42.1)                      | 10.7 (51.3)                     | 15.3 (59.5)                     | 15.9 (60.6)                     | 12.0 (53.6)                     | 5.6 (42.1)                      | 0.0 (32)                        | −4.8 (23.4)                     | 3.4 (38.1)                      |
| 最低気温記録 °C （°F）             | −18.7 (−1.7)                    | −18.2 (−0.8)                    | −17.0 (1.4)                     | −10.2 (13.6)                    | −4.0 (24.8)                     | 2.0 (35.6)                      | 5.4 (41.7)                      | 6.6 (43.9)                      | −0.2 (31.6)                     | −5.1 (22.8)                     | −10.0 (14)                      | −16.0 (3.2)                     | −18.7 (−1.7)                    |
| 降水量 mm （inch）                 | 131.3 (5.169)                   | 114.9 (4.524)                   | 91.6 (3.606)                    | 80.2 (3.157)                    | 89.5 (3.524)                    | 121.8 (4.795)                   | 207.4 (8.165)                   | 166.9 (6.571)                   | 160.1 (6.303)                   | 155.1 (6.106)                   | 103.8 (4.087)                   | 145.5 (5.728)                   | 1,560 (61.417)                  |
| 降雪量 cm （inch）                 | 325 (128)                       | 281 (110.6)                     | 212 (83.5)                      | 92 (36.2)                       | 3 (1.2)                         | 0 (0)                           | 0 (0)                           | 0 (0)                           | 0 (0)                           | 0 (0)                           | 39 (15.4)                       | 259 (102)                       | 1,221 (480.7)                   |
| 平均降水日数 （≥1.0 mm）           | 18.1                            | 16.0                            | 14.9                            | 11.8                            | 11.8                            | 14.0                            | 15.9                            | 13.7                            | 13.1                            | 12.8                            | 14.4                            | 18.4                            | 174.4                           |
| 平均月間日照時間                   | 48.8                            | 68.0                            | 106.1                           | 137.2                           | 178.2                           | 132.5                           | 133.5                           | 151.3                           | 115.4                           | 109.8                           | 92.9                            | 64.2                            | 1,337.8                         |
| 出典1：Japan Meteorological Agency |                                 |                                 |                                 |                                 |                                 |                                 |                                 |                                 |                                 |                                 |                                 |                                 |                                 |
| 出典2：気象庁                      |                                 |                                 |                                 |                                 |                                 |                                 |                                 |                                 |                                 |                                 |                                 |                                 |                                 |

## 人口
| 檜枝岐村（に相当する地域）の人口の推移 \| 1970年（昭和45年） \| 851人 \| \| \| 1975年（昭和50年） \| 827人 \| \| \| 1980年（昭和55年） \| 765人 \| \| \| 1985年（昭和60年） \| 735人 \| \| \| 1990年（平成2年） \| 702人 \| \| \| 1995年（平成7年） \| 727人 \| \| \| 2000年（平成12年） \| 757人 \| \| \| 2005年（平成17年） \| 706人 \| \| \| 2010年（平成22年） \| 636人 \| \| \| 2015年（平成27年） \| 615人 \| \| \| 2020年（令和2年） \| 504人 \| \| |       |  |
| 総務省統計局 国勢調査より |       |  |
| 1970年（昭和45年） | 851人 |  |
| 1975年（昭和50年） | 827人 |  |
| 1980年（昭和55年） | 765人 |  |
| 1985年（昭和60年） | 735人 |  |
| 1990年（平成2年） | 702人 |  |
| 1995年（平成7年） | 727人 |  |
| 2000年（平成12年） | 757人 |  |
| 2005年（平成17年） | 706人 |  |
| 2010年（平成22年） | 636人 |  |
| 2015年（平成27年） | 615人 |  |
| 2020年（令和2年） | 504人 |  |

- 人口密度が1 km2（1平方キロメートル）あたり1.38人で日本で一番人口密度が低い[5]。観光地化が進んでいるため、類似自治体と比較してサービス業就業者の割合が突出している。村から通える範囲に高校がなく、高校生は村外に下宿せざるを得ないため10代後半の人口が著しく少なく[6]、2020年国勢調査では16歳～21歳の人口は0人であった。
- その一方で、子育て支援のための助成に力を入れていることもあり[7]、2020年国勢調査での総人口に占める14歳以下人口は11.5%で、福島県平均の11.2%を上回っている。

## 歴史

### 年表
- 1889年（明治22年）4月1日 - 町村制施行により、檜枝岐村が単独で村制度施行し、南会津郡檜枝岐村が発足。[8][9]
- 1922年（大正11年） - 発電所新設、全村に電灯がつく。
- 1950年（昭和25年） - 檜枝岐小中学校校舎新築。
- 1975年（昭和50年）4月1日 - 国道352号が制定。
- 1981年（昭和56年） - 国道401号が制定。
- 1987年（昭和62年） - 村民体育館完成。
- 2021年（令和3年）5月13日 - 村役場新庁舎が開庁[10]

### 変遷表
| 檜枝岐村村域の変遷表 | 檜枝岐村村域の変遷表 | 檜枝岐村村域の変遷表 | 檜枝岐村村域の変遷表 | 檜枝岐村村域の変遷表 | 檜枝岐村村域の変遷表 |
| 1868年 以前          | 1868年 以前          | 明治22年 4月1日      | 明治22年 - 昭和64年  | 平成元年 - 現在      | 現在                 |
| -------------------- | -------------------- | -------------------- | -------------------- | -------------------- | -------------------- |
|                      | 檜枝岐村             | 檜枝岐村             | 檜枝岐村             | 檜枝岐村             | 檜枝岐村             |

## 行政
- 1878年の郡区町村編制法施行時に発足し、1889年の町村制施行の際にも単独で村制、現在に至るまで一回も合併をしていない稀な自治体である。

### 村長選挙・村議会
- 村長：平野信之（2023年（令和5年）5月29日就任、1期目）

1963年（昭和38年）の村長選挙は立候補した二人が義理の兄弟で、親族を巻き込んで村を二分した激戦になり、しこりが残ったという。それ以降は、その様になることを嫌って、1967年（昭和42年）から2003年（平成15年）までは10回連続で村長は無投票当選となっていた。2007年（平成19年）には候補者が2人出現したため、無投票とはならずに村長選挙が行われたが、ポスターや演説が行われない選挙活動であった。また、村議会議員は民宿などの宿泊施設の経営者で占められている。

### 村役場

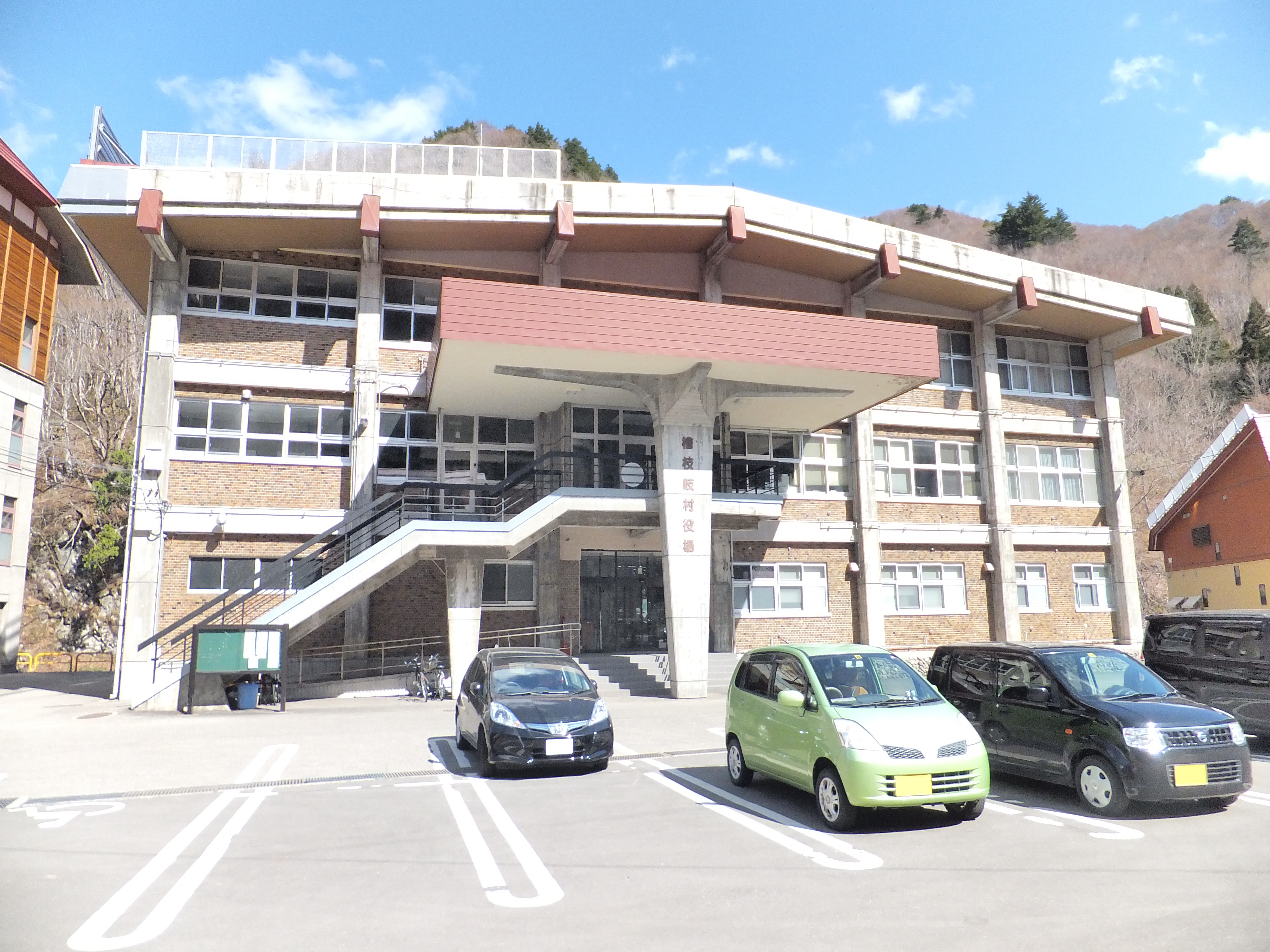
旧檜枝岐村役場（2013年5月）

2021年（令和3年）に鉄筋コンクリート造一部鉄骨造二階建ての新庁舎が完成した。

## 郵便
- 檜枝岐郵便局（無集配局）。尚、檜枝岐村内の集配業務は隣の南会津町にある伊南郵便局が行う。

## 教育
- 檜枝岐村立檜枝岐小学校
- 檜枝岐村立檜枝岐中学校

## 交通

### 鉄道
村内を鉄道路線は走っていない。近接する鉄道駅は南会津町の会津鉄道会津線会津田島駅および会津高原尾瀬口駅。

### 路線バス
- 会津乗合自動車
  - 会津田島駅（南会津町） - 山口営業所 - 内川 - 檜枝岐役場前 - 尾瀬御池 - 尾瀬沼山峠（冬季は中土合公園前止まり）[12]
  - 「尾瀬シャトルバス」尾瀬御池 - 尾瀬沼山峠：夏季のみ運行。御池 - 沼山峠間は一般車乗り入れ不可、沼山峠 - 大清水小屋（群馬県）までは歩行者のみ通行可。
  - 「尾瀬口船着場線」尾瀬沼山峠 - 尾瀬御池 - 尾瀬口乗船場前（新潟県魚沼市）：夏季のみ運行、乗車1週間前までに要予約。尾瀬口乗船場より奥只見湖遊覧船（奥只見ダム行き・銀山平行き）に接続。奥只見ダムバス停または銀山平舟付場バス停からは南越後観光バス運行のシルバーライン経由・浦佐駅東口行き（夏季のみ運行）にアクセス可能）

### 道路
- 一般国道
  - 国道352号（新潟県方面は冬期閉鎖。新潟県側の奥只見湖遊覧船尾瀬口乗船場前～銀山平間と枝折峠は終日大型車通行禁止。さらに枝折峠区間を回避する奥只見シルバーラインは終日、二輪車・歩行者・軽車両通行禁止[13]）
  - 国道401号（南会津町境から七入駐車場前までは国道352号と重複、群馬県方面へは車両通り抜け不可で歩行者のみ通行可）
- 主要地方道
  - 福島県道1号沼田檜枝岐線（群馬県道と共通。但し一般車は通年通行不可で群馬県側への車両通り抜けも不可=歩行者のみ通行可[14]。マイカーは七入または御池に駐車し、尾瀬方面へは沼山峠休憩所行き有料シャトルバスに乗り換え）。
- 飯豊檜枝岐大規模林道（南会津町舘岩地区・田島地区及び栃木県方面への短絡路）
- 川俣檜枝岐林道（栃木県日光市川俣地区=旧栗山村域及び群馬県片品村方面への最短経路だが、未舗装悪路のため大型車通行困難。冬期は閉鎖）

## 警察
- 南会津警察署
  - 当村内に駐在所はなく、最寄りの駐在所は南会津町内にある伊南駐在所及び舘岩駐在所となる。

## 名所・旧跡・観光スポット・祭事・催事
- 奥只見ダム
- 桧枝岐温泉
- 三条の滝（日本の滝百選）
- 尾瀬
- 歴史民俗資料館
- 尾瀬写真美術館
- 桧枝岐の舞台
- 檜枝岐歌舞伎
- 会津駒ヶ岳山開き（5月）
- 燧ヶ岳山開き（7月）
- 真夏の雪祭り（8月）
- 新そば祭り（11月）

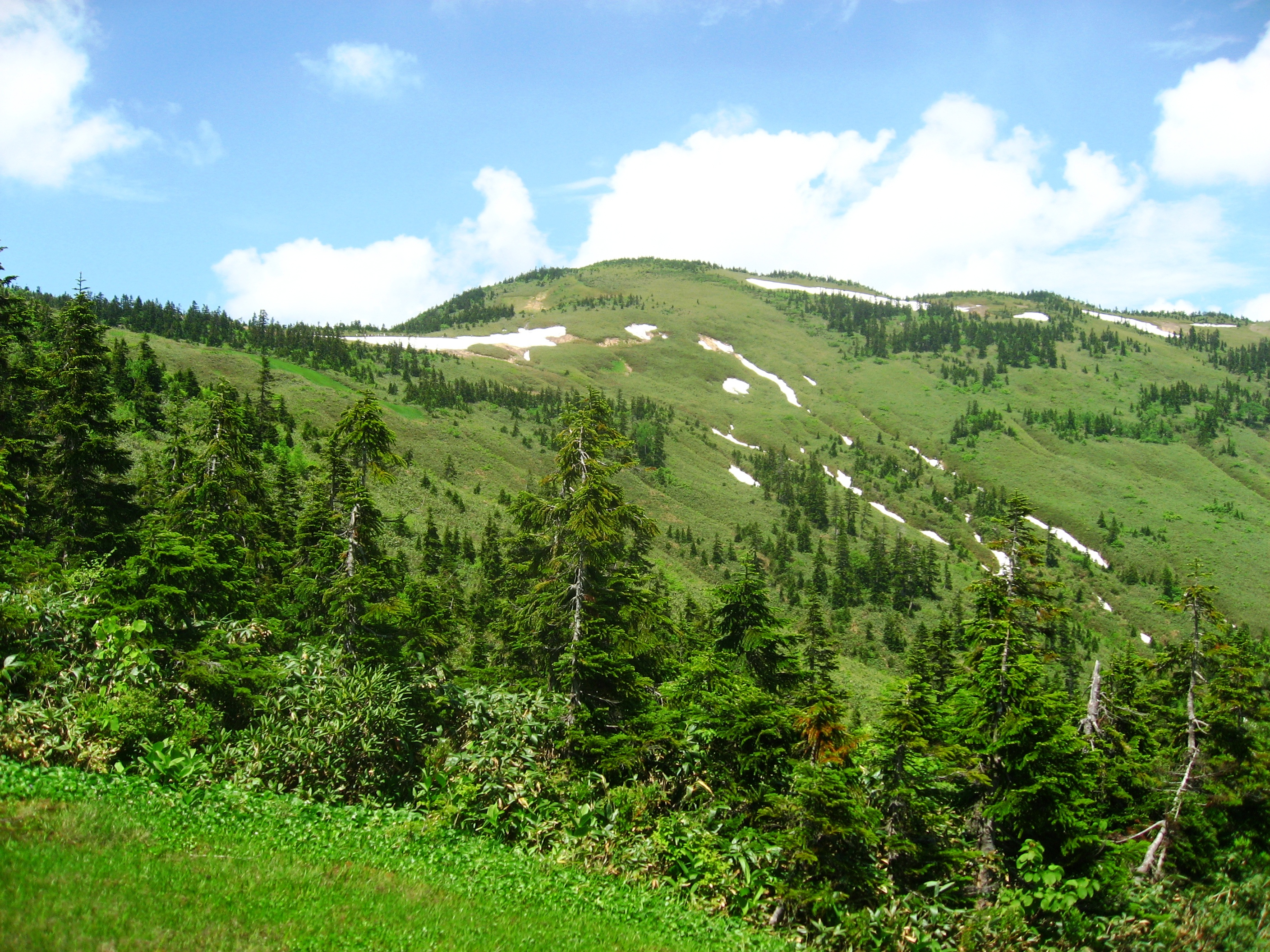
会津駒ヶ岳

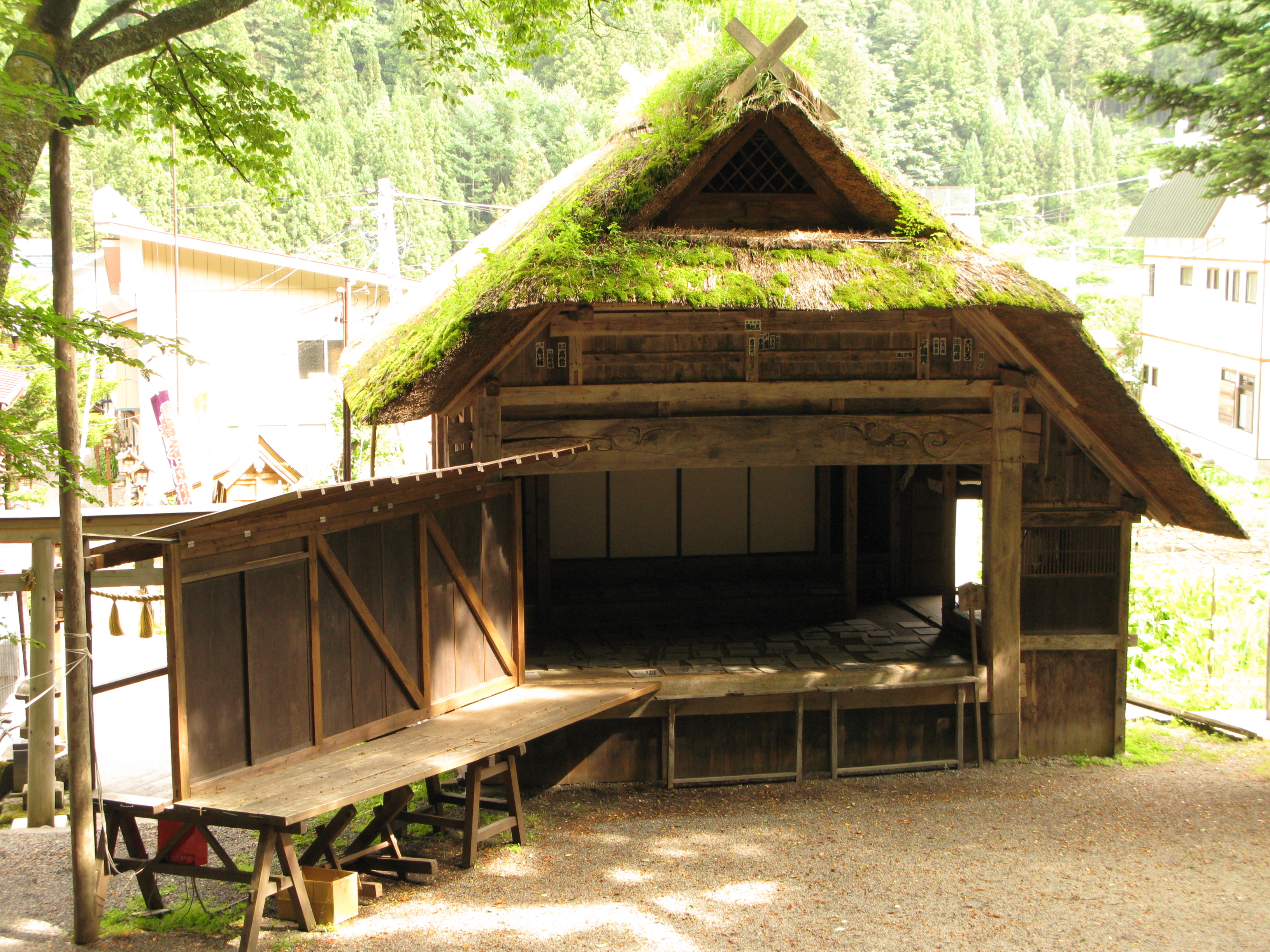
桧枝岐の舞台

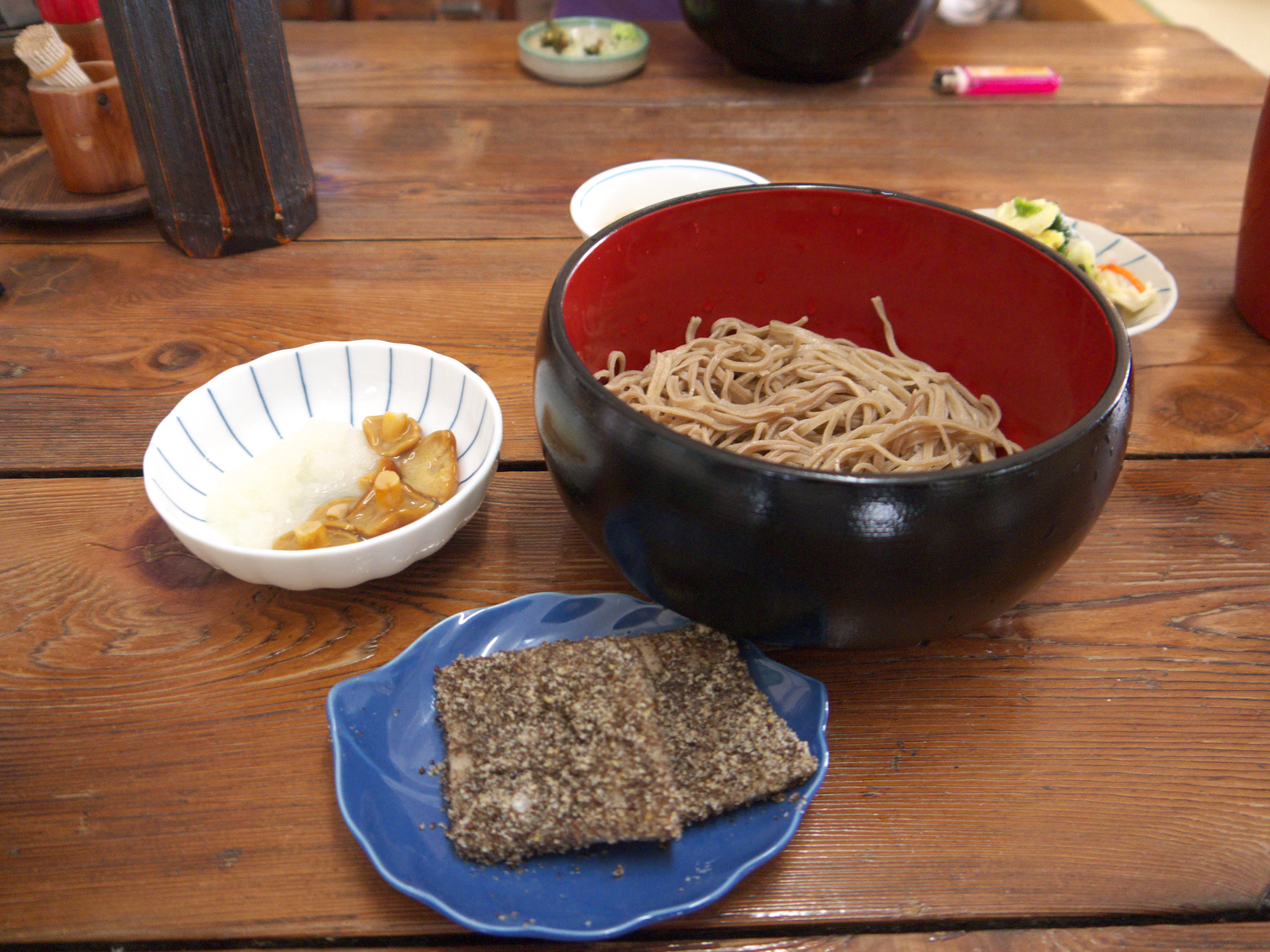
桧枝岐名物裁蕎麦とはっとう餅

- 武田久吉メモリアルホール（ミニ尾瀬公園内）
- アルザ尾瀬の郷

## 名品
- 舞茸ごはん
- 岩魚
- 山椒魚
- 山菜
- 裁ち蕎麦

## 関連書籍・映像
書籍
- ふくしま文庫第20巻『秘境・檜枝岐の歌舞伎』（山口弥一郎著・福島中央テレビ企画編集。1976年2月10日初版発行。FCT企業刊）
- 『日本の地誌4 東北』（田村俊和他 朝倉書店 2008年4月20日）

TV
- 新日本紀行「出作りのころ〜会津・檜枝岐村〜」（1972年6月12日、NHK）[15]
- NHK BSプレミアム『新日本風土記』「奥会津檜枝岐」2017年2月3日放送[16]